# Monique Kessous
Monique Kessous (Rio de Janeiro, 14 de fevereiro de 1984) é uma cantora e compositora brasileira

## Biografia
Aos 9 anos, Monique fez sua primeira apresentação, quando participou de um Festival de Música representando o seu colégio, à frente de um coral de 40 crianças.
Na adolescência estudou canto lírico e popular, piano, aprendeu a tocar violão com seu irmão Denny Kessous, e começou a compor. 
Decidida a seguir carreira musical, fez seu primeiro show em 2001 no Teatro Ipanema aonde pela primeira vez mostrou suas composições.
Em seguida, começou a cantar em algumas bandas e formou o grupo Entretantos, com Denny no violão, o guitarrista João Arruda e a percussionista Jadna Zimmerman, passando a se apresentar em bares e casas noturnas, cantando música brasileira. 
Elogiada pelo produtor musical Alberto Rosenblit, após um show seu, foi convidada por ele a gravar uma demo. Ao ouvir sua voz, Roberto Menescal fez uma música para ela cantar, chamada Comunique-se, que mais tarde ganhou letra de Monique.
Em 2005, foi convidada por Roberto Menescal, para participar de projetos como intérprete, como o disco “ Liverpool Bossa”, lançado pela gravadora de Menescal na Asia, Europa e Americas e posteriormente no Brasil. As faixas deste álbum tocam até hoje no mundo todo e possuem milhões de acessos nas plataformas digitais. Monique gravou a sua parceria com Menescal, Comunique-se, com sua participação no seu primeiro álbum produzido por Flávio Mendes, com produção fonográfica de Mariama Lemos.
“Com essa cor” foi lançado em 2008 e consolidou a sua estreia também como compositora, sendo autora de 10 dentre as 12 faixas. Após lançar este primeiro disco autoral, uma série de acontecimentos repercutiu o nome da artista e ampliou a expectativa em torno do seu trabalho: A música “Com essa cor” entrou para a novela “Ciranda de Pedra”, "Pitangueira" integrou a trilha de "Paraíso"(2009), Monique assinou com a Som Livre, e atraiu para o seu show artistas como Elba Ramalho e Paulinho Moska, que se tornaram grandes parceiros..
Em 2010, lançou seu segundo disco, "Monique Kessous", produzido por Rodrigo Vidal, com participação de Paulinho Moska. O disco foi muito bem recebido pela crítica e pelo público e consagrou a cantora como uma das maiores revelações de sua geração. Após o lançamento do show do respectivo álbum, a cantora tocou em grandes festivais de música como Verão no Morro(RJ), Festival de Verão e Primavera do Morro de SP(SSA), Viradão Cultural (RJ), entre outros, além de abrir shows de artistas como Seu Jorge, Capital Inicial, Ana Carolina e Jorge Ben Jor. Deste ábum, As canções “Frio”, "Calma aí", "Coração" e "Levo a minha vida assim" tocaram nas principais rádios brasileiras, a faixa “Coração” fez parte da trilha de “Cordel Encantado”(2011), e Calma aí, da novela Sangue Bom (2013). Monique também participou do programa "Som Brasil", em homenagem a Marcos Valle, ao lado de outros artistas como Tulipa Ruiz, Zélia Duncan, Jair Oliveira, Kassin, Domenico e o próprio Marcos Valle. O programa se tornou um DVD. 
Em 2011, Kessous ganhou o Prêmio MultiShow de Artista Revelação, entregue pelas mãos de Maria Gadú, que havia ganhado no ano anterior. Se apresentou no prêmio ao lado de Hyldon e Jota Quest. 
Em 2012, participou de show na Alemanha com Moska e Elba Ramalho. Sua canção "Frevo meio envergonhado" foi gravada por Elba em 2013, dando título ao seu álbum com uma das frases da canção: "Vambora lá dançar". No mesmo ano, Kessous gravou participação no programa de Moska, "Zoombido", no Canal Brasil. 
Em 2013, a canção "Calma aí", do seu segundo álbum, fez parte da trilha da novela "Sangue Bom"(2013). Neste ano, a cantora participou do programa "Compositores Unidos"(Canal Brasil), de Dudu Falcão e Jorge Vercilo, ao lado de Daniel Jobim, Paulo Jobim, Joyce, Danilo Caymmi e Alessandra Maestrini. Participou do Som Brasil 2000, formato do programa Som Brasil que apontou os artistas expoentes da nova geração, sendo a única carioca do programa, cantando a música autoral “Calma aí “que é a canção da artista a ser mais executada no youtube. Ainda neste ano gravou homenagem a Vinícius de Moraes com Daniel Jobim para o Site do Fantástico e para a JB FM.
2014 foi o ano de início da produção do seu terceiro álbum, "Dentro de mim cabe o mundo", com o produtor musical de Berna Ceppas. Antes mesmo de ser lançado, a música "Volte para mim" já fez parte da trilha da novela "Geração Brasil", com destaque para o momento em que Lázaro Ramos canta a canção em cena. Enquanto estava no estúdio, Kessous também fez um pré lançamento do seu novo trabalho, integrando o circuito Sesc Rio e se apresentado pelas pricipais cidades do Brasil. 
Em 2015 Gravou com Fagner a canção "Talismã", de Michael Sullivan para o álbum "Mais forte que o tempo"que contou com a participação de grandes nomes da música brasilaiera. A versão tocou nas rádios e está entre as mais tocadas do spotify de Fagner.
Em 2016, Monique Kessous lançou o álbum “Dentro de mim cabe o mundo”, produzido musicalmente por ela mesma em parceria com Berna Ceppas,(produção fonográfica de Mariama Lemos e Sergio Shcolnik). O álbum que fala sobre existencialismo, e propõe a desegmentação e a tolerância em relação ao outro, reforça outro aspecto aspecto fundamental do seu trabalho: sua capacidade de agregar diferentes sotaques e influências em um som orgânico e homogêneo. Neta de imigrantes e com a mistura que todo brasileiro traz no DNA, Kessous gosta de remixar o universo. Auto denominada cidadã do mundo, a artista trouxe para perto um pouco do muito que absorve: gravou música de compositores estrangeiros como o uruguaio Kevin Johansen e o português Pedro da Silva Martins, da Banda Deolinda, e contou com a participação do grande músico e compositor americano, Jesse Harris e do virtuose instrumentista africano, Mamadou Diabaté. O álbum tem mais 10 músicas de sua autoria, incluindo a balada hit “Eu Sem Você”, que está na novela das 19h da TV Globo, Pega Pega(2017) e é executada nas principais rádios do Brasil. O disco também contou com a participação de Ney Matogrosso, em canção-parceria com Chico César, que rendeu um clipe ousado e gerou uma chuva de compartilhamentos espontâneos.  Além da parceria com Chico César, a cantora também gravou parcerias com João Cavalcanti e Denny Kessous, e contou com a presença de músicos como Alberto Continentono, Felipe Pinaud, Thiago Silva, Davi Moraes, Pedro Sá, Sacha Amback e o próprio Denny, seu maior parceiro musical.
Em meados de 2017, a cantora criou junto com Denny Kessous o show “S.Ó.S“, um show intimista, de dois violões e voz, com um repertório inédito autoral, versões e sucessos dos discos anteriores. O show é parte da trilogia existencial que começou com o disco Dentro de mim cabe o mundo(2016). Kessous mais uma vez reafirma a grandiosidade de sua obra e se coloca definitivamente como uma artista que reflete seu tempo e tem muito o que dizer sobre o que vê. 
Com um das vozes mais expressivas da MPB e suas próprias canções que dedilha no violão, Monique é uma das mulheres da nova geração a conquistar seu espaço. Monique faz sentir, pensar, cantar junto e sua obra já é uma referência de qualidade dentro da música popular brasileira.

## Discografia
- Com Essa Cor (2008) Som Livre 3.500
- Monique Kessous (2010) Sony Music 10.000
- Dentro de Mim Cabe O Mundo (2016) 2.000